# Marta (VT)
Marta là một đô thị ở tỉnh Viterbo trong vùng Latium của Ý, có cự ly khoảng 80 km về phía tây bắc của Roma và khoảng 20 km về phía tây bắc của Viterbo. Tại thời điểm ngày 31 tháng 12 năm 2004, đô thị này có dân số 3.503 người và diện tích là 33,3 km².
Marta giáp các đô thị: Capodimonte, Montefiascone, Tuscania, Viterbo.